# Zbuntowany anioł
Zbuntowany anioł (hiszp. Muñeca brava) – argentyńska telenowela wyprodukowana w latach 1998–1999. W rolach głównych Natalia Oreiro i Facundo Arana.

## Fabuła
Główną bohaterką serialu jest Milagros – zwana pieszczotliwie Mili lub Cholito – młoda, śliczna i szalenie żywiołowa dziewczyna, mieszkająca w Buenos Aires. Dzieciństwo spędziła w sierocińcu. Jej matka zmarła przy porodzie. Pozostawiła córce medalik z wizerunkiem Matki Boskiej. Kiedy Milagros kończy 18 lat, zostaje zatrudniona w bogatej rodzinie Di Carlo jako służąca. Po pewnym czasie okazuje się, że Federico – głowa rodziny Di Carlo – jest ojcem Milagros. Przed laty był zakochany w Rosario, która była służącą w domu jego ojca. Niestety, Federico musiał poślubić dziedziczkę fortuny – Luizę, zostawiając tym samym swoją miłość. O wszystkim wiedzieli tylko Federico i ojciec Manuel. Federico ma zamiar zostać deputowanym, i ze względu na to nie przyznaje się do swojej córki, gdyż jest zdania, że to mogłoby zniszczyć jego karierę polityczną. Opiekunką Milagros staje się matka Federica – Angelica. Poszukuje ona swojego wnuka. Okazuje się, że ma nie wnuka, a wnuczkę Milagros. Angelica bardzo przywiązuje się do dziewczyny. Milagros zakochuje się w Ivie, synu swojego pracodawcy, pojawia się więc wątek możliwego kazirodztwa w przypadku związku głównych bohaterów. Ostatecznie okazuje się jednak, że Ivo jest owocem romansu matki i nie jest biologicznym synem Federica. Zarówno Ivo, jak i Milagros szukają spełnienia w związkach z innymi, ale ostatecznie uczucie, które ich łączy, okazuje się najsilniejsze i pokonuje wszelkie przeciwności.

## Wersja polska

### Polsat i TV4
Telenowela była emitowana w Polsce po raz pierwszy w telewizji Polsat od 29 maja 2000 do 29 maja 2001, następnie powtarzana w TV4.
Opracowaniem wersji polskiej zajęło się studio Start International Polska. Autorkami tekstu były m.in. Magdalena Dwojak, Agnieszka Jodłowska i Barbara Włodarek. Lektorem serialu był Piotr Borowiec.

### TV Puls i Puls 2
W latach 2013–2014 serial został wyemitowany przez TV Puls w wersji z nowym lektorem. Pierwszy odcinek został wyemitowany 22 października 2013 o godz. 13.30. W maju 2014 premierowe odcinki telenoweli „Zbuntowany anioł” osiągnęły średnio 8,53% udziału w rynku telewizyjnym. Dało to kanałowi we wspomnianym paśmie trzecie miejsce w Polsce. Podczas emisji „Zbuntowanego anioła” TV Puls wyprzedzały jedynie Polsat i TVN. W maju 2014 najlepszy wynik zanotował odcinek serialu wyemitowany 14 maja, który osiągnął aż 12,78% udziału w rynku. Powtórki emitowano o 21:30 w Puls 2.
Ta wersja lektorska została nagrana w studiu M.R. Sound. Tekst polski pisali na zmianę Piotr Kacprzak i Tomasz Potocki. W odcinkach 1-22 oraz 28-270 dialogi czytał Paweł Bukrewicz, natomiast w odcinkach 23-27 Daniel Załuski.
W 2017 roku telenowela została ponownie wyemitowana przez TV Puls po dwa odcinki od 8 maja 2017, o godz. 13.50
Od 6 sierpnia 2018 roku serial ponownie zagościł w ramówce TV Puls.
1 lutego 2021 roku TV Puls po raz kolejny rozpoczęła emisję serialu. Stacja nadaje dwa odcinki dziennie, od poniedziałku do piątku, o godzinie 6:00 i 11:00. Emisja ostatniego, 270. odcinka przypada na środę, 23 lutego 2022 r. o godz. 11:00 oraz powtórkowo w piątek 25 lutego 2022 r. o godz. 6:00.

## Obsada
- Natalia Oreiro jako Milagros "Mili" Esposito-Di Carlo de Miranda (Cholito/Carlitos)/Rosario
- Facundo Arana jako Ivo Di Carlo-Miranda Rapallo
- Arturo Maly jako Federico DiCarlo
- Fernanda Mistral jako Luisa Rapallo de Di Carlo
- Verónica Vieyra jako Victoria "Vicky" Di Carlo Rapallo
- Lydia Lamaison jako doña Angélica de Di Carlo
- Victoria Onetto jako Adelina "Lina" de Solo/"Motylek"
- Norberto Díaz jako Damián Rapallo
- Mariana Arias jako Andrea Ramos
- Silvia Baylé jako Amparo Rodríguez alias Socorro "Soco" de García Parapuchino
- Segundo Cernadas jako Pablo Rapallo
- Osvaldo Guidi jako Óscar alias Bernardo Avelleyra
- Valeria Lorca jako Martha "Martita"
- Gabriela Sari jako Gloria Esposito
- Pablo Novak jako Alfredo Luis Solo (Bobby)
- Gino Renni jako Ramón García Parapuchino
- Marcelo Mazzarello jako Morgan (Rocky)
- Arturo Maly jako Federico Di Carlo
- Paola Krum jako Florencia "Flor" Rizzo
- Diego Ramos jako Sergio Costa
- Marita Ballesteros jako Rosario "Rosi" de Albertini
- Lorena Meritano jako Carolina "Caro" Domínguez
- Gustavo Guillén jako Fabrizio Rizzo alias Daniel Breyla
- Sebastian Miranda jako Chamuco
- Brain Caruso jako Gamuza
- Humberto Serrano jako Ojciec Manuel Miranda

- Florencia Ortiz jako Pilar
- Paula Siero jako Marina Rapallo
- Isabel Macedo jako Ana
- Jazmin Rodruguez jako Maria Luz
- Mercedes Funes jako Barbara
- Fernando Llosa jako Domenico Rizzo
- David Masajnik jako Fernando
- Edward Nutkiewicz jako Don Julio
- Jorge Garcia Marino jako Ripetti
- Gogo Andreu jako Don Pepe
- Rodolfo Machado jako Nestor Miranda
- Emilio Bardi jako Francisco
- Patricia Rozas jako Lidia
- Veronica Walfish jako Siostra Catalina (Pulchna)
- Ana Maria Caso jako Matka Przełożona
- Roberto Antier jako Juan Cruz
- Pablo Patlis jako Facundo
- Claudio Garofalo jako Detektyw Aguirre
- Claudia Maradona we własnej osobie
- Regina Lamm jako Milena, Matka Bobby'ego
- Coni Marino jako Żona Nestora Mirandy
- Maximiliano López jako Fede
- Juan Gabriel Yacuzzi jako Złodziejaszek z ulicy
- Claudia Albertario jako Romina
- Margara Alonso jako Pani Chola
- Gabriel Batistuta we własnej osobie
- Nilda Raggi jako Elizabeth

## Nagrody[9]
Serial był nominowany siedmiokrotnie do argentyńskiego odpowiednika Oscara - nagrody Martin Fierro, z czego dwa razy otrzymał statuetkę. 
Dokładny spis nominacji prezentuje poniższa tabela: 
| rok  | kategoria                                                        | nominacja dla                                                     | wynik     |
| ---- | ---------------------------------------------------------------- | ----------------------------------------------------------------- | --------- |
| 1998 | główna rola – aktorka dramatyczna (Actriz dramática protagónica) | Natalia Oreiro                                                    | nominacja |
| 1999 | ścieżka dźwiękowa – za piosenkę Cambio Dolor (Banda de sonido)   | Pablo Durand Fernando López Rossi (autorzy) Natalia Oreiro (wyk.) | nominacja |
| 1999 | scenariusz i scenarzysta (Autor y libretista)                    | Enrique Torres                                                    | nominacja |
| 1999 | główna rola – aktorka dramatyczna (Actriz dramática protagónica) | Natalia Oreiro                                                    | nominacja |
| 1999 | aktorka drugoplanowa (Actriz de reparto)                         | Lydia Lamaison (Angelika DiCarlo)                                 | nominacja |
| 1999 | aktor drugoplanowy (Actriz de reparto)                           | Arturo Maly (Federico DiCarlo)                                    | nominacja |
| 1999 | telenowela (Telenovela)                                          | samego serialu                                                    | wygrana   |
| 2000 | scenariusz i/lub scenarzysta (Autor y/o libretista)              | Enrique Torres                                                    | nominacja |
| 2000 | telenowela (Telenovela)                                          | samego serialu                                                    | wygrana   |